# American Association of University Women

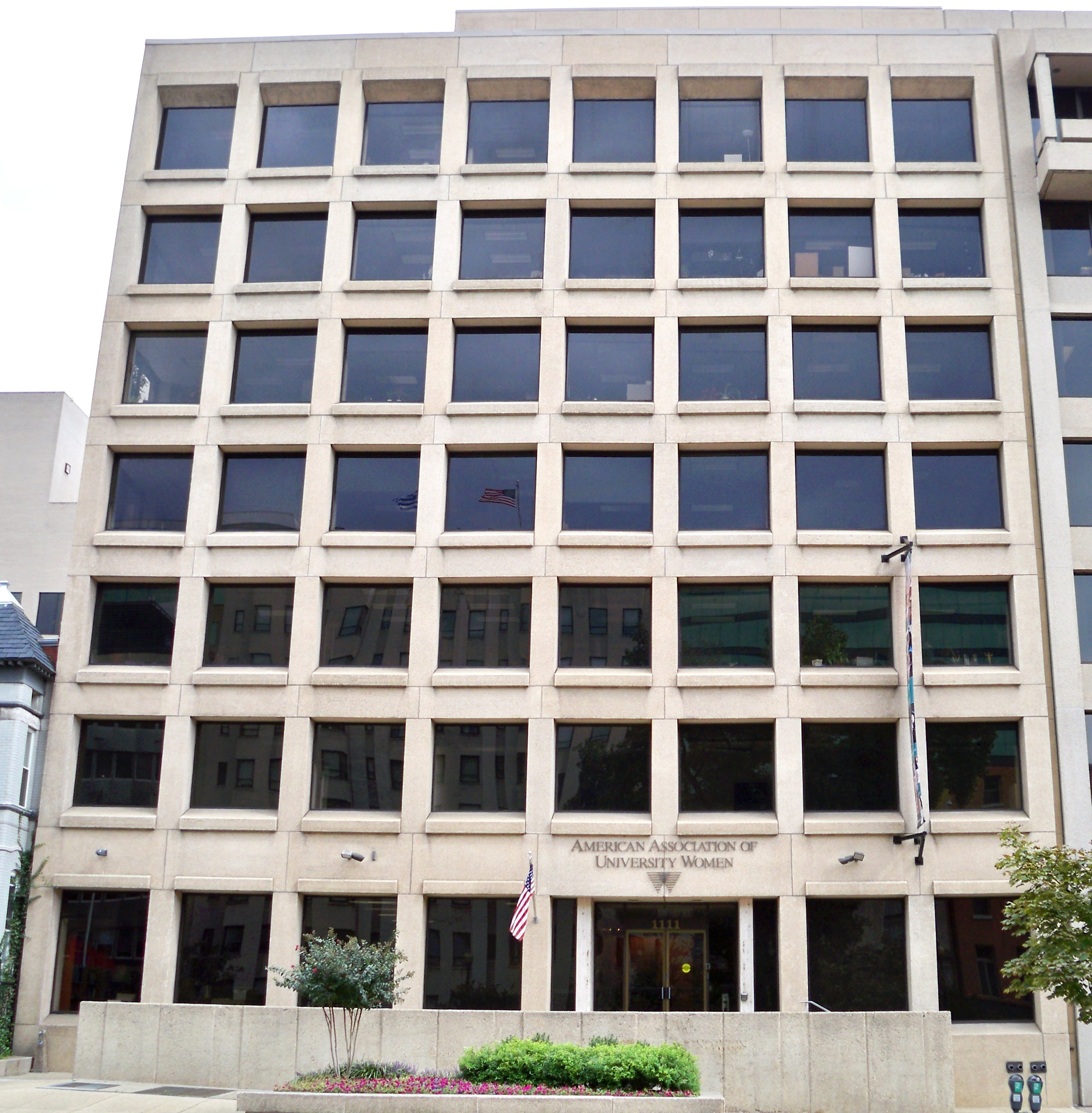
Hauptsitz der AAUW in Washington, D.C. (2009)

American Association of University Women (AAUW) ist eine US-amerikanische Organisation, die sich für die Gleichberechtigung von Frauen einsetzt, insbesondere im Bereich der Bildung und akademischen Forschung. Die Einrichtung entstand im Jahr 1921 durch den Zusammenschluss der Association of Collegiate Alumnae und der Southern Association of College Women.
Der Hauptsitz der AAUW befindet sich in Washington, D.C.; hinzu kommen circa 1000 weitere Niederlassungen in den Vereinigten Staaten. Die AAUW hatte 2011 über 100.000 Mitglieder.

## Konzept
Stand ursprünglich das Ziel im Vordergrund, die akademische Karriere von Frauen zu fördern, ergänzten später unter anderem Forderungen nach Gleichbehandlung von Mädchen und Jungen an US-amerikanischen Schulen, Entscheidungsfreiheit von Frauen zum Schwangerschaftsabbruch und familienfreundliche Politik das Programm der AAUW.
Die Organisation vergibt seit ihrer Gründung regelmäßig Stipendien an Frauen, die in der Wissenschaft tätig sind. Bis 2011 wurden insgesamt 83 Millionen Dollar an über 11.000 Stipendiatinnen ausgezahlt.

## Geschichte
Wichtigster Vorläufer der AAUW war die Association of Collegiate Alumnae (ACA, deutsch: Verbindung der Hochschulabsolventen). Die Idee zur Gründung einer solchen Organisation entstand am 28. November 1881 bei einer Zusammenkunft in Boston, zu der Ellen Swallow Richards und Marion Talbot (1858–1948) 15 College-Absolventinnen einluden. Offiziell gegründet wurde die ACA am 14. Januar 1882 in Boston durch 65 Absolventinnen von acht verschiedenen US-amerikanischen Universitäten. Zu den Hauptinitiatoren der Organisation gehörte neben Richards und Talbot auch Alice Freeman Palmer. Die Ziele der ACA bestanden in der Bildung eines Netzwerkes zwischen den Akademikerinnen des Landes, die Etablierung von Standards für die Ausbildung von Frauen an Universitäten und die Einrichtung frauenspezifischer Stipendien.
Im Oktober 1889 ging die 1883 gegründete Western Association of Collegiate Alumnae (WACA) in der ACA auf. Im Jahr zuvor hatte die WACA das erste Stipendium der Organisation vergeben.
Im März 1921 verbanden sich die ACA  und die 1903 gegründete Southern Association of College Women zur American Association of University Women. Im gleichen Jahr zog die AAUW in ein Gebäude in Washington, D.C., zwei Blocks entfernt vom Weißen Haus.
Von 1923 bis 1926 gründete die AAUW Komitees zur Förderung der Erwachsenenbildung, der Bildenden Kunst sowie zur Verbesserung der ökonomischen und rechtlichen Situation von Frauen.
Bis 1931, 50 Jahre nach dem ersten Zusammentreffen der Gründerinnen, hatte die Organisation insgesamt 521 Niederlassungen errichtet und rund 36.800 Mitglieder gewonnen.

## Bekannte Stipendiatinnen
- Marie Curie erhielt 1920 156.413 Dollar für den Erwerb eines Gramms Radium
- Ida Henrietta Hyde erhielt 1893 als eine der ersten Frauen ein Fellowship der ACA
- Sandra Day O’Connor wurde 1988 mit dem AAUW Achievement Award ausgezeichnet
- Jeannette Rankin wurde 1976 mit dem AAUW Achievement Award ausgezeichnet
- Florence Siebert (1897–1991) wurde 1943 mit dem AAUW Achievement Award ausgezeichnet
- Margarete Bieber
- Elisabeth Jastrow